# Могавки
Могавки (самоназва: Kanienʼkehá꞉ka — «люди кременю») — американський народ, одне з п'яти племен, що утворили Ірокезьку конфедерацію. В Лізі ірокезів могавки — «хранителі східних дверей».

## Назва та мова
Буквальне значення назви племені — «народ кременю». Голландці та французи також називали могавків «макасами» (Maquasen або Maquas) [1].
Мова могавк належить до північних ірокезьких мов.

## Території
Могавки — найбільш східне плем'я Ліги ходеносауні.
Історична батьківщина племені — долина річки Могок на території сучасного штату Нью-Йорк на захід від річки Гудзон. Їхні території простягалися на північ до річки Святого Лаврентія, південного Квебеку й східного Онтаріо; на південь до Нью-Джерсі та Пенсільванії; на схід до Зелених гір Вермонту; й на захід до кордону з територіями племені Онейда. В Ірокезькій лізі могавки вважалися «хранителями східних дверей».

## Історія
Першими з могавками познайомилися голландці, які відправили до них у 1634 році дослідницьку експедицію Гарменса ван дер Богарта, що вирушила з форту Оранж (нині місто Олбані, штат Нью-Йорк).

## Сучасність

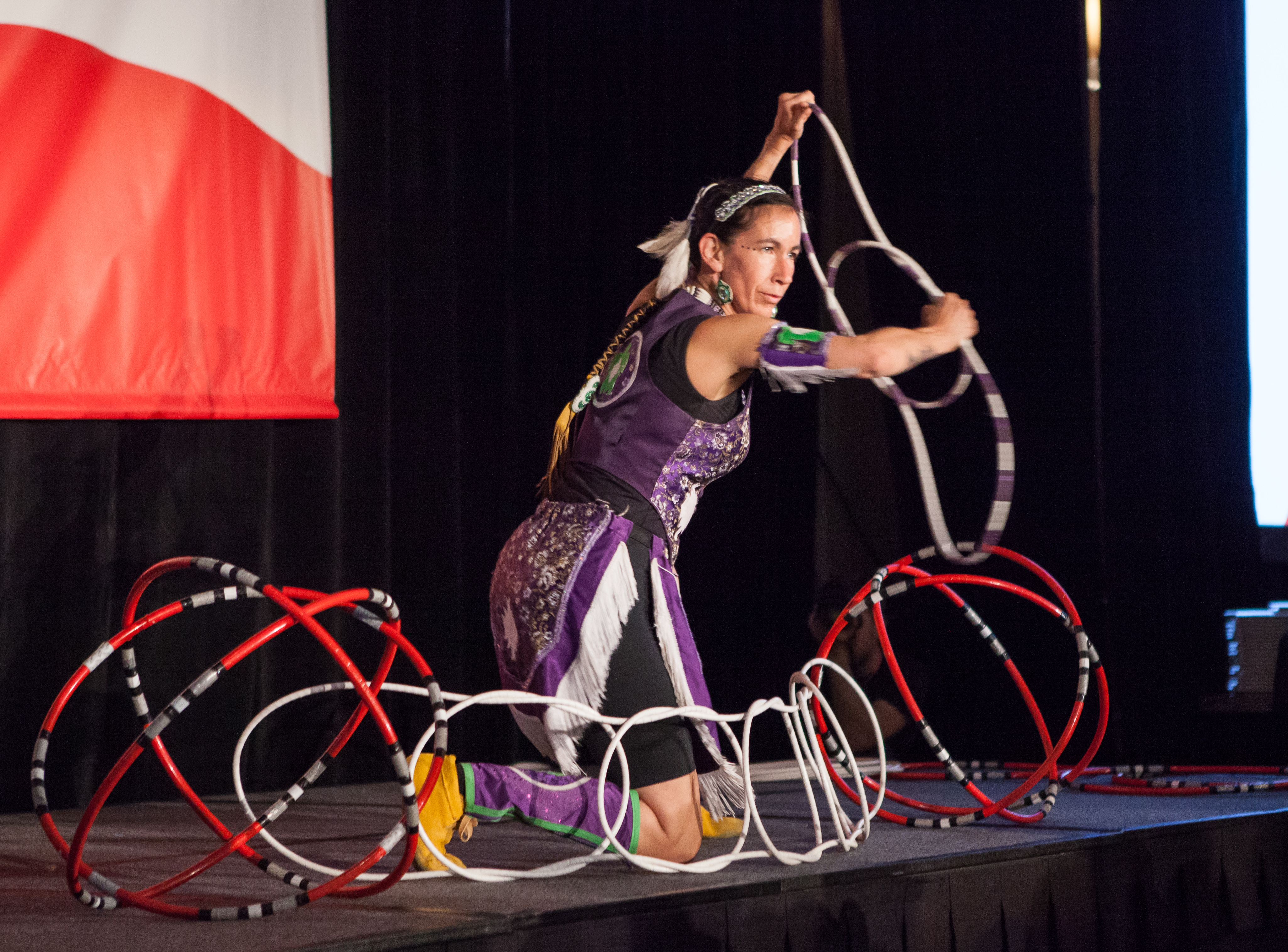
Виступ могавкської танцюристки Барбари Діабо на Вікіманії-2017 у Монреалі

Зараз могавки — найчисленніший ірокезький народ, мешкають в канадських провінціях Онтаріо й Квебек навколо озера Онтаріо та річки Святого Лаврентія, а також в американському штаті Нью-Йорк, на кордоні з Канадою.
Станом на 1995 рік чисельність могавків складає приблизно 30 тисяч осіб (23 682 в Канаді й 5 632 у США) [2].

## У літературі
Назва племені стала широковідомою завдяки роману Джеймса Фенімора Купера «Останній з могікан» (1826), в основі сюжету якого лежать події Франко-індіанської війни 1757 року. Віддаючи данину традиції, а також ґрунтуючись головним чином на усних джерелах і переказах, Купер змалював могавків-макві переважно чорними фарбами, як, утім, і гуронів. Так головним антагоністом у романі виступає Магуа, відомий також за французьким прізвиськом «Хитрий Лис», — гурон, який приєднався до племені могавків. Насправді могавки, як і інші ірокезькі племена, були не більш жорстокими і «підступними», ніж ті ж могікани і делавари, а в союз з французами вступили через зіткнення з англійськими поселенцями з приводу мисливських угідь.

## Відомі могавки

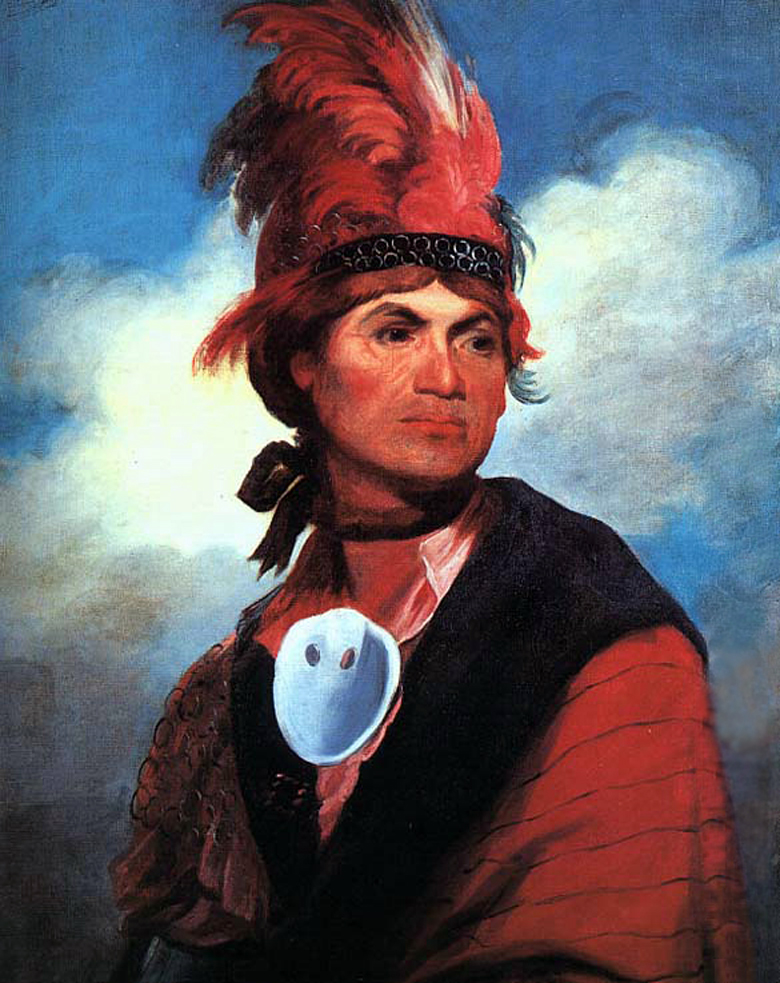
Гілберт Стюарт. Портрет Джозефа Бранта (1785)

- Джозеф Брант (1743—1807) — військовий вождь племені
- Гаявата — вождь племені могавк або онондага доколоніальної епохи, один із засновників Конфедерації ірокезів
- Полін Джонсон (1861—1913) — канадська поетеса
- Роббі Робертсон (нар. 1943) — канадський гітарист і співак (автор-виконавець)
- Катері Текаквіта (1656—1680) — перша свята індіанського походження
- Герберт Йорк (1921-2009) — американський фізик-ядерник, учасник Мангеттенського проєкту